# Šentlenart v Labotski dolini
Šentlenart v Labotski dolini (nemško Bad St. Leonhard im Lavanttal) je naselje v Občini Šentlenart v Labotski dolini v Okraju Volšperk na Koroškem v Avstriji.